# United Hockey League 2006/07
Die Saison 2006/07 war die 16. reguläre Saison der United Hockey League (bis 1997 Colonial Hockey League). Die zehn Teams absolvierten in der regulären Saison je 76 Begegnungen. Das punktbeste Team der regulären Saison waren die Fort Wayne Komets, während die Rockford IceHogs in den Play-offs zum ersten Mal den Colonial Cup gewannen.

## Teamänderungen
Folgende Änderungen wurden vor Beginn der Saison vorgenommen:
- Die Adirondack Frostbite stellten den Spielbetrieb ein.
- Die Danbury Trashers stellten den Spielbetrieb ein.
- Die Missouri River Otters stellten den Spielbetrieb ein.
- Die Motor City Mechanics stellten den Spielbetrieb ein.
- Die Roanoke Valley Vipers stellten den Spielbetrieb ein.
- Die Bloomington PrairieThunder wurden als Expansionsteam in die Liga aufgenommen.
- Die Richmond RiverDogs wurden nach Chicago, Illinois, umgesiedelt und änderten ihren Namen in Chicago Hounds.

## Reguläre Saison

### Abschlusstabelle
Abkürzungen: GP = Spiele, W = Siege, L = Niederlagen, T = Unentschieden, OTL = Niederlage nach Overtime, GF = Erzielte Tore, GA = Gegentore, Pts = Punkte
| Eastern Division | GP | W  | L  | T  | GF  | GA  | Pts |
| ---------------- | -- | -- | -- | -- | --- | --- | --- |
| Muskegon Fury    | 76 | 49 | 21 | 6  | 275 | 207 | 104 |
| Kalamazoo Wings  | 76 | 47 | 23 | 6  | 251 | 191 | 100 |
| Flint Generals   | 76 | 33 | 34 | 9  | 250 | 286 | 75  |
| Port Huron Flags | 76 | 29 | 37 | 10 | 205 | 257 | 68  |
| Elmira Jackals   | 76 | 30 | 45 | 1  | 217 | 287 | 61  |

| Western Division           | GP | W  | L  | T  | GF  | GA  | Pts |
| -------------------------- | -- | -- | -- | -- | --- | --- | --- |
| Fort Wayne Komets          | 76 | 51 | 21 | 4  | 263 | 187 | 106 |
| Rockford IceHogs           | 76 | 48 | 21 | 7  | 266 | 193 | 103 |
| Quad City Mallards         | 76 | 37 | 28 | 11 | 269 | 264 | 85  |
| Chicago Hounds             | 76 | 31 | 38 | 7  | 221 | 261 | 69  |
| Bloomington PrairieThunder | 76 | 25 | 45 | 6  | 201 | 285 | 56  |

## Colonial-Cup-Playoffs
| Colonial-Cup-Viertelfinale | Colonial-Cup-Viertelfinale | Colonial-Cup-Viertelfinale |    |                   | Colonial-Cup-Halbfinale | Colonial-Cup-Halbfinale | Colonial-Cup-Halbfinale |  |  | Colonial-Cup-Finale | Colonial-Cup-Finale | Colonial-Cup-Finale |
|                            |                            |                            |    |                   |                         |                         |                         |  |  |                     |                     |                     |
| E1                         | Muskegon Fury              | 4                          |    |                   |                         |                         |                         |  |  |                     |                     |                     |
| E4                         | Port Huron Flags           | 0                          |    |                   |                         |                         |                         |  |  |                     |                     |                     |
| E4                         | Port Huron Flags           | 0                          | E1 | Muskegon Fury     | 3                       |                         |                         |  |  |                     |                     |                     |
| Eastern Division           |                            |                            | E1 | Muskegon Fury     | 3                       |                         |                         |  |  |                     |                     |                     |
|                            | E2                         | Kalamazoo Wings            | 4  |                   |                         |                         |                         |  |  |                     |                     |                     |
| E2                         | E2                         | Kalamazoo Wings            | 4  | Kalamazoo Wings   | 4                       |                         |                         |  |  |                     |                     |                     |
| E2                         |                            |                            |    | Kalamazoo Wings   | 4                       |                         |                         |  |  |                     |                     |                     |
| E3                         | Flint Generals             | 2                          |    |                   |                         |                         |                         |  |  |                     |                     |                     |
| E3                         | Flint Generals             | 2                          | E2 | Kalamazoo Wings   | 3                       |                         |                         |  |  |                     |                     |                     |
|                            |                            |                            |    | Kalamazoo Wings   | 3                       |                         |                         |  |  |                     |                     |                     |
|                            | W2                         | Rockford IceHogs           | 4  |                   |                         |                         |                         |  |  |                     |                     |                     |
| W1                         | W2                         | Rockford IceHogs           | 4  | Fort Wayne Komets | 4                       |                         |                         |  |  |                     |                     |                     |
| W1                         |                            |                            |    | Fort Wayne Komets | 4                       |                         |                         |  |  |                     |                     |                     |
| W4                         | Chicago Hounds             | 1                          |    |                   |                         |                         |                         |  |  |                     |                     |                     |
| W4                         | Chicago Hounds             | 1                          | W1 | Fort Wayne Komets | 1                       |                         |                         |  |  |                     |                     |                     |
| Western Division           |                            |                            | W1 | Fort Wayne Komets | 1                       |                         |                         |  |  |                     |                     |                     |
|                            | W2                         | Rockford IceHogs           | 4  |                   |                         |                         |                         |  |  |                     |                     |                     |
| W2                         | W2                         | Rockford IceHogs           | 4  | Rockford IceHogs  | 4                       |                         |                         |  |  |                     |                     |                     |
| W2                         |                            |                            |    | Rockford IceHogs  | 4                       |                         |                         |  |  |                     |                     |                     |
| W3                         | Quad City Mallards         | 1                          |    |                   |                         |                         |                         |  |  |                     |                     |                     |

## Vergebene Trophäen

### Mannschaftstrophäen
| Auszeichnung                               | Team              |
| ------------------------------------------ | ----------------- |
| Colonial Cup Gewinner der Playoffs         | Rockford IceHogs  |
| Tarry Cup Bestes Team der regulären Saison | Fort Wayne Komets |